# فرانك نوبل
فرانك نوبل (بالإنجليزية: Frank Nouble) (24 سبتمبر 1991 في المملكة المتحدة - ) هو لاعب كرة قدم بريطاني في مركز الهجوم. شارك مع منتخب إنجلترا تحت 17 سنة لكرة القدم ومنتخب إنجلترا تحت 19 سنة لكرة القدم. أما مع النوادي، فقد لعب مع إيبسويتش تاون وتشارلتون أثلتيك وسوانزي سيتي وسويندون تاون وكوفنتري سيتي ونادي بارنسلي ونادي غيلينغهام ووست بروميتش ألبيون ووست هام يونايتد ووولفرهامبتون واندررز وInner Mongolia Zhongyou F.C. ‏ وTianjin Tianhai F.C. ‏.

## وصلات خارجية
- فرانك نوبل على موقع الاتحاد الأوربي (الإنجليزية)
- فرانك نوبل على موقع قاعدة بيانات كرة القدم.إي يو (الإنجليزية)
- فرانك نوبل على موقع Soccerbase.com (لاعب) (الإنجليزية)
- فرانك نوبل على موقع عالم كرة القدم.نت (الإنجليزية)